# NGC 40
NGC 40 és una nebulosa planetària de color vermellós a la constel·lació de Cefeu. Informalment se l'ha anomenat «Nebulosa de la Corbata de llacet». Va ser descoberta per William Herschel el 25 de novembre de 1788.
De magnitud aparent 11,4, està formada per gas calent, que s'expandeix a raó d'uns 29 km/s, al voltant d'una estrella central moribunda.

## Estrella central
Aquesta estrella és HD 826, de magnitud 11,6 i de classe espectral WC.
És insòlitament lluminosa, i presenta les característiques d'una estrella de Wolf-Rayet. El seu fort vent solar confereix una forma irregular a la nebulosa.
Ha expulsat les seves capes exteriors, i té una temperatura d'uns 50.000 °C. La seva radiació escalfa la matèria expulsada fins a 10.000 °C.
Es calcula que, en uns 30.000 anys, la nebulosa s'anirà extingint, i només quedarà una nana blanca de la mida aproximada de la Terra.

## Observació de la nebulosa
No es distingeix a cop d'ull, però es pot veure amb un telescopi de 150 o 200 mm d'obertura a uns 5º al SSE de l'estrella binària Errai (Gamma de Cefeu). S'observarà un anell lluminós interromput en dos punts, i una regió externa irregular i poc nítida.

### Obres de caràcter general
- O'Meara, Stephen James: "Deep Sky Companions: The Caldwell Objects". Ed.: Cambridge University Press. 2003. ISBN 0-521-55332-6

### Cartes celestes
- Tirion, Rappaport y Lovi: "Uranometria 2000.0" - Volume I - The Northern Hemisphere to -6°. Ed.: Willmann-Bell, inc. Richmond, Virginia, Estados Unidos. 1987. ISBN 0-943396-14-X
- Tirion y Sinnott: "Sky Atlas 2000.0". 2ª ed. Ed.: Cambridge University Press. Cambridge, Estados Unidos. 1998. ISBN 0-933346-90-5